# Bananal (otok)
Bananal (portugalsko Ilha do bananal) je rečni otok v osrednji Braziliji, ki leži sredi obsežnega poplavnega nižavja veletoka Aragvaja na skrajnem zahodu brazilske zvezne države Tocantins. Tvori ga reka Aragvaja, ki se v svojem srednjem toku razdeli na večji zahodni in manjši vzhodni krak (slednji pod imenom Rio Javaés) ter teče tako razdeljena 320 km proti severu. Otok je v najširšem delu širok 55 km, s skupno površino 19.162,25 km² je največji rečni otok na svetu in eden od 50 največjih otokov sploh.

## Zgodovina
Otok, ki ga je 26. julija 1773 odkril sertanist José Pinto Fonseca, so sprva imenovali Ilha Sant'Ana. Kasneje so ga preprosto imenovali Bananal, zaradi obstoja obsežnih nasadov banan.
Otok je dom približno petnajstim avtohtonim vasem, največja med njimi je Aldeia Santa Isabel do Morro, ki je zelo blizu mesta São Félix do Araguaia, Mato Grosso.

## Prebivalci
Bananal poseljujejo domorodci, ki pripadajo plemenom, kot so Apinaje, Kraho, Xerente, Tapuia in Karajá. Slednji živijo v rezervatu v srednjem delu otoka in se preživljajo s poljedelstvom, rokodelstvom in lovom na nekatere zavarovane vrste, do česar imajo pravico po brazilski zakonodaji o domorodnih ljudstvih. Ta status s pridom izkoriščajo nedomorodni posredniki, ki odkupujejo eksotične primerke in zaradi katerih lov presega trajnostno vzdržno raven, s tem pa ogroža naravno ravnovesje. Poleg tega so po otoku posejane nelegalne farme goveda in nekaj nelegalnih naselij. Severna tretjina otoka je zaščitena kot narodni park. V novejšem času postaja vse pomembnejša dejavnost ekoturizem.
- keramični kipec

## Živalstvo in rastlinstvo
Otok z okoliškim nižavjem predstavlja prehodno območje (ekoton) med nižinskim tropskim deževnim gozdom porečja Amazonke in višje ležečimi savanskimi predeli, poraščajo ga predvsem savanska drevesa nizke rasti (pokrajina Cerrado) z galerijskim gozdom ob bregovih, v manjši meri pa tudi odprt deževni gozd in poplavni gozdovi ter travišča. Podnebje je suho tropsko, z izrazitima deževnim in sušnim obdobjem, povprečno pade 2000 mm padavin na leto. Tu živijo številne ranljive ali ogrožene živalske vrste, kot sta jaguar in tapir, ter množica vrst ptic, med njimi mala modra čaplja (Egretta caerulea) in južnoameriška rečna želva (Podocnemis expansa).
Med rastlinami izstopa več rodov kopenskih orhidej in dreves, kot so maçaranduba (Persea pyrifolia), piassava (Attalea funifera e Leopoldinia piassaba) in canjerana (Cabralea oblongifoliola). V regiji prevladujejo polja znana kot varjões. Obstajajo tudi cerrado, prehodni suhi gozdovi, obrežni gozdovi igapó ter vegetacija na suhih pobočjih in peščenih brežinah.